# Jenna Talackova
Jenna Talackova (n. Walter Talackov, 15 de octubre de 1988, Vancouver, Columbia Británica, Canadá) es una modelo y presentadora de televisión transexual canadiense de origen checo, ganadora del Miss Vancouver en 2012. Representó a Canadá, en el certamen Miss Reina Internacional 2010 en Tailandia donde se ubicó en el top 10.

## Biografía
Talackova es de origen checo, nació y se crio en Vancouver, Columbia Británica. Inicialmente sus padres la llamaron Walter Talackov. Sufrió disforia de género en sus primeros años de vida; a los 14 empezó su terapia hormonal, para que a los 19 años se hiciera la cirugía de reasignación de sexo. En un principio tomó el nombre de Page, para después cambiar a su nombre actual, Jenna.
Actualmente es estudiante de Licenciatura en Nutrición. Fue la primera transexual en competir en un certamen de belleza sólo para mujeres, después de lidiar con discriminaciones de parte de la organización Miss Universo.

### Miss Universo Canada 2012
Como ganadora del Miss Vancouver, pasó a representar a la ciudad en el certamen nacional Miss Universe Canada 2012, sin embargo, fue descalificada después de saberse que ella había nacido varón. Ella era una gran favorita al título al momento de ser descalificada del certamen.
Luego de varias semanas de luchar contra la discriminación que sufrió por parte de Donald Trump y la Organización Miss Universe, pidió que la regla en la que se estipulaba que las representantes deben ser nacidas mujeres naturalmente, fuera revocada o modificada, para que en un futuro mujeres transexuales pudieran participar sin ningún problema. Tres semanas después de su destitución, la organización a cargo de la presidenta Paula Shugart envió un comunicado donde se establecía que Talackova podría presentarse al concurso siempre y cuando mostrara los papeles donde se le acreditara mujer legalmente en Canadá.
Finalmente el 19 de mayo Talackova participó en el Miss Universe Canada 2012, finalizando en el top 12, y donde ganó uno de los 4 premios de la Miss Simpatía.

## Vida personal
Actualmente Talackova estudia Licenciatura en Nutrición en el The Institute of Holistic Nutrition. Dice tener muchas pasiones en la aptitud y en la nutrición holística.
Ella tiene la intención de iniciar una organización que ayude a las personas a realizar sus sueños. El programa incluiría la fijación de metas, opciones sanas de estilo de vida y crear más facilidad en sus vidas. A ella le encanta la nutrición holística, cocinar, ir de compras, bailar y hacer ejercicio. Ha tomado clases de baile con regularidad y ha estudiado arte dramático.